# 川島宏
川島 宏（かわしま ひろし、1935年（昭和10年）8月25日 - 2015年（平成27年）5月12日）は、日本の実業家。東急ストア代表取締役社長、日本チェーンストア協会会長等を歴任した。

## 人物・経歴
東京都生まれ。実家は菓子卸業者。1958年日本大学法学部卒業後、東急ストア入社。
1979年取締役。1983年常務取締役。1991年専務取締役。1997年副社長（業務統括、開発本部長）。2000年社長。2003年日本チェーンストア協会会長、日本小売業協会副会長。2005年取締役会長。2009年取締役相談役。
2015年5月12日、肺炎で死去。79歳没。